# Carlos Molina Segura
Carlos Molina Segura (Cartagena, Región de Murcia, 30 de abril de 1991), apodado Molina, es un futbolista español. Juega de portero y actualmente forma parte de la plantilla del Club Deportivo Quintanar del Rey del Grupo XVIII de Tercera División.

## Trayectoria
Comenzó en las categorías inferiores de la Escuela de Fútbol Base Nueva Cartagena, tras llegar a despuntar en infantiles y cadetes, firma con el Cartagena FC de territorial preferente. En la siguiente temporada, jugaría en los juveniles del Real Murcia.
En la temporada 2011/12 llegó al Real Madrid con tres años de contrato por delante, este portero de 1,89 de estatura es consciente de que tiene que aprovechar sus oportunidades para formar parte del tercer equipo del club blanco. Tras un año complicado por una lesión de rodilla, para la temporada 2012/13 el meta cartagenero se marcha al CD Guijuelo con el objetivo de regresar el próximo mes de julio.
En la temporada 2012/13 tras renunciar el CD Guijuelo a jugar en Segunda B, el club madrileño cede al jugador al FC Cartagena para jugar en su tierra natal e intentar lograr el ascenso a la Segunda División, categoría recientemente perdida por el conjunto albinegro, y a la que intentan retornar. Molina debuta con el conjunto cartagenero en la jornada 9, frente al Cádiz CF, en el Estadio Ramón de Carranza. Con el conjunto albinegro, termina la liga regular como subcampeón de grupo y el equipo cartagenero disputa las eliminatorias de ascenso a Segunda División. Su equipo cae eliminado en la primera ronda de dicha fase de ascenso.
En la temporada 2018/2019 se convierte en el cuarto jugador con más partidos en la historia de Unionistas de Salamanca. El portero se convertiría en una de las piezas clave del equipo salmantino durante las dos temporadas en la que estuvo, destacando un gol que anotaría en los anexos de Zorrilla frente al Real Valladolid B.
En verano de 2019 firma por el recién ascendido Club de Fútbol La Nucía para jugar en el Grupo III de la Segunda División B. En el mercado de invierno tras no disputar ningún minuto en la competición liguera y apenas jugar los 39 minutos de la primera eliminatoria de la Copa del Rey ante el Mérida, en enero de 2020 abandona el club valenciano para volver a tierras salmantinas y reforzar al Club Deportivo Guijuelo en la segunda vuelta de la temporada 2019-20.
El 27 de diciembre de 2020 se anunció la rescisión de contrato con el Club Deportivo Guijuelo tras disputar 4 partidos de liga y 1 de Copa del Rey.
El 15 de enero de 2021, firma por el Club de Fútbol Lorca Deportiva del grupo IV de la Segunda División B de España.
El 23 de julio de 2021, firma por el Club Deportivo Quintanar del Rey del Grupo XVIII de Tercera División.

## Clubes
| Club                             | País   | Temporada       | Categoría          | Partidos |
| -------------------------------- | ------ | --------------- | ------------------ | -------- |
| FC Cartagena                     | España | 2012-2013       | Segunda División B | 1        |
| La Hoya Lorca                    | España | 2013-2014       | Segunda División B | 1        |
| Real Murcia Imperial             | España | 2014-2015       | Tercera División   | 9        |
| La Hoya Lorca                    | España | 2015-2016       | Segunda División B | 3        |
| Club Deportivo Eldense           | España | 2016-2017       | Segunda División B | 20       |
| Unión Deportiva Somozas          | España | 2017            | Segunda División B | 14       |
| Unionistas de Salamanca CF       | España | 2017-2019       | Segunda División B | 26       |
| Club de Fútbol La Nucía          | España | 2019            | Segunda División B | 0        |
| Club Deportivo Guijuelo          | España | 2020            | Segunda División B | 5        |
| Club de Fútbol Lorca Deportiva   | España | 2021            | Tercera División   |          |
| Club Deportivo Quintanar del Rey | España | 2021–Actualidad | Tercera División   |          |